# Sisundung
Sisundung is een bestuurslaag in het regentschap Tapanuli Selatan van de provincie Noord-Sumatra, Indonesië. Sisundung telt 1655 inwoners (volkstelling 2010).